# Malatschkopf
Der Malatschkopf ist ein 2390 m ü. A. hoher Aussichtsberg in den Lechtaler Alpen, Tirol, Österreich.

## Tourenmöglichkeiten
Als Ausgangspunkt für eine Besteigung des Malatschkopfs dient gewöhnlich das Kaiserjochhaus auf 2310 m. Von dort führt ein markierter Steig über Felsen zunächst entlang eines Grats zum Gipfel. Unterhalb des Gipfelkreuzes ist der Steig durch eine Eisenkette gesichert, in diesem Bereich sind Schwindelfreiheit und Trittsicherheit erforderlich. Der Aufstieg benötigt vom Kaiserjochhaus aus etwa 20 Minuten.